# Mutakarib
Mutakarib är ett arabiskt versmått.
Mutakarib är mest känt som persiskt versmått, där har det en mera enhetlig form, utan alternativa korta stavelser. Mutakrab har främst använts för äldre persisk epik. Firdausis Schahname är avfattad på Mutakarib.